# Katholieke Kerk in Oost-Timor

Oost-timor

De Katholieke Kerk in Oost-Timor maakt deel uit van de wereldwijde Rooms-Katholieke Kerk onder het leiderschap van de paus en de curie.
Het overgrote deel van de Oost-Timorese bevolking (98 %) is katholiek.
Apostolisch nuntius voor Oost-Timor is aartsbisschop Wojciech Załuski, die tevens nuntius is voor Maleisië en apostolisch gedelegeerde voor Brunei.

## Territoriale indeling

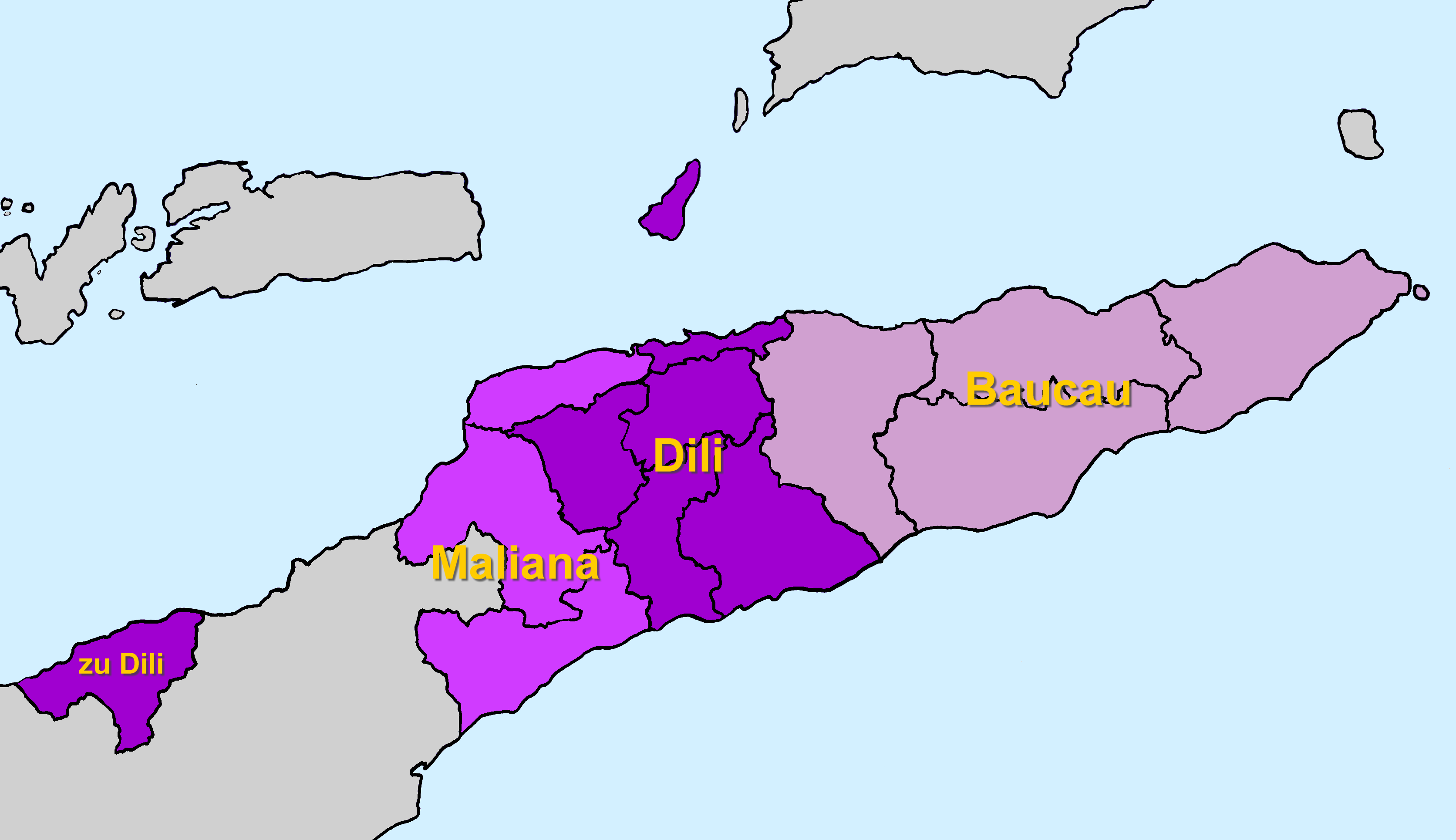
(Aarts)bisdommen in Oost-Timor

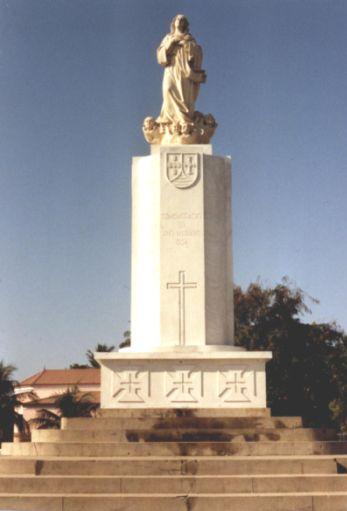
Zuil voor de maagd Maria in Dili

1. Aartsbisdom Dili
  1. Bisdom Baucau
  2. Bisdom Maliana

Afghanistan · Armenië · Azerbeidzjan · Bahrein · Bangladesh · Bhutan · Brunei · Cambodja · China · Filipijnen · Georgië · India · Indonesië · Irak · Iran · Israël · Japan · Jemen · Jordanië · Kazachstan · Kirgizië · Koeweit · Laos · Libanon · Maldiven · Maleisië · Mongolië · Myanmar · Nepal · Noord-Korea · Oezbekistan · Oman · Oost-Timor · Pakistan · Qatar · Rusland · Saoedi-Arabië · Singapore · Sri Lanka · Syrië · Tadzjikistan · Thailand · Turkije · Turkmenistan · Verenigde Arabische Emiraten · Vietnam · Zuid-Korea
Overige gebieden: Hongkong · Macau